# Schänzchen (Aken)

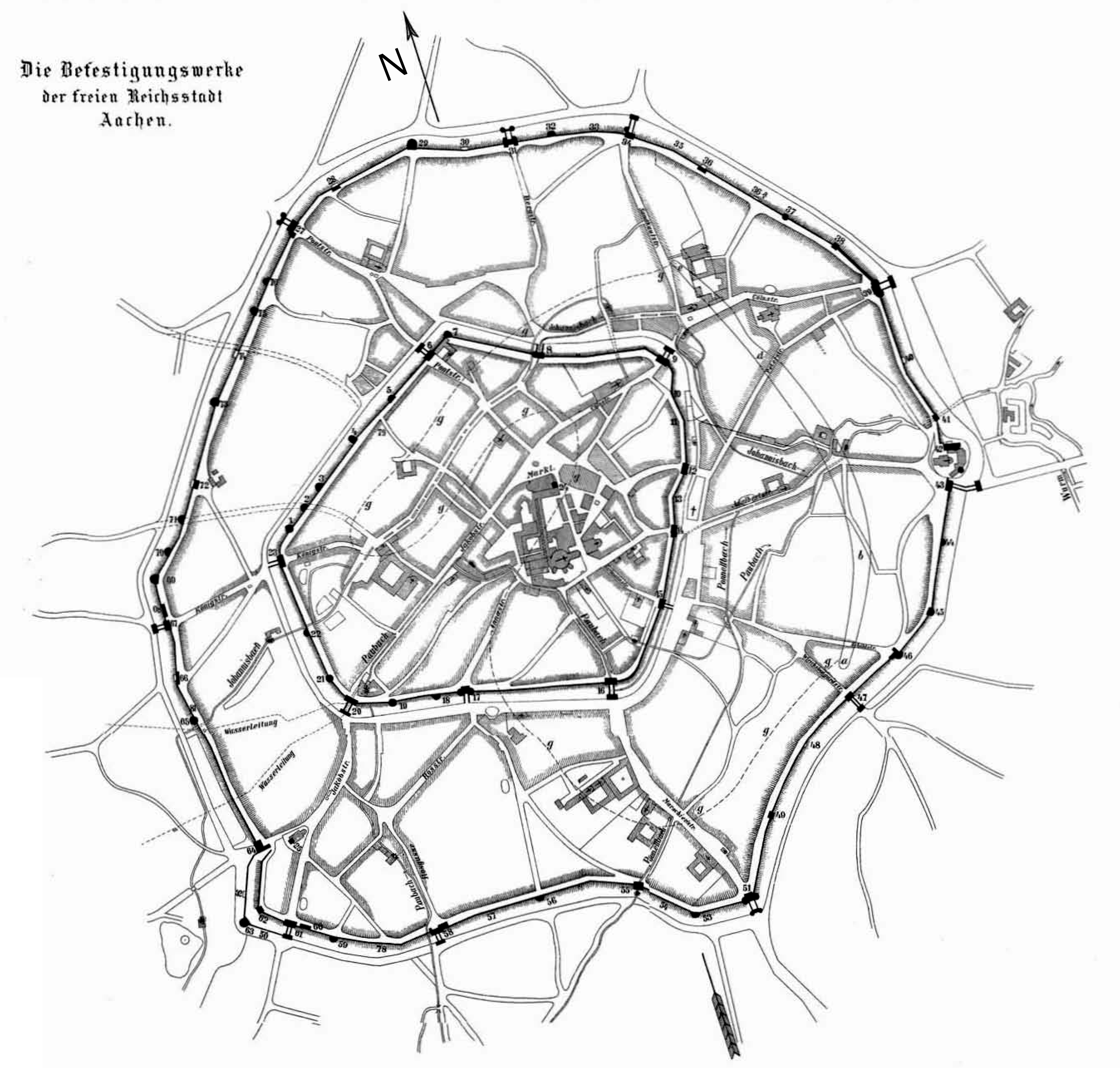
Overzicht van de vestingwerken in Aken. Nummer 38 is Schänzchen.

Schänzchen was een weertoren en maakte deel uit van de tussen 1257 en 1357 gebouwde buitenste stadsmuren van de Duitse stad Aken. De waltoren bestaat niet meer.

## Ligging
In de buitenste ringmuur stond de toren Schänzchen in het oostnoordoosten tussen de Sandkaultor (in het noordwesten) en de Kölntor (in het zuidoosten). De toren lag in de nabijheid van de huidige Monheimsallee tussen de Mariahilfstraße en de Peterstraße. Tussen Schänzchen en de Sandkaultor bevonden zich een van de wachthuizen van de Akense stadsmuren (Wachthaus Schaafjanshäusche) en de weertoren Heinzenturm. Tussen Schänzchen en de Kölntor bevonden zich geen andere waltorens, maar lag er alleen een stuk stadsmuur.

## Geschiedenis
De bouwdatum van de toren Schänzchen werd niet overgeleverd, maar hij werd vermoedelijk opgetrokken in de 13e of 14e eeuw aangezien in de periode van 1257 tot 1357 de buitenste stadsmuur gebouwd werd.
De toren werd kort na de voltooiing van de stadsmuren in de 14e eeuw gesloopt.

## Beschrijving
De Schänzchen moet een opmerkelijk massieve vierkante toren zijn geweest van het type schelptoren. Het bezat op grond van de meetgegevens van de landmeter Rhoen een zijdelengte van 13 meter en een diepte van 11 meter.
Hoewel de locatie van de toren bevestigd is, traden er tegenstrijdigheden in de vorm van het gebouw op. In de 19e eeuw stelde Rhoen onderzoek in naar de buitenste stadsmuren van Aken. Door de toenmalige geringere bebouwingsdichtheid had hij de mogelijkheid om de positie van het gebouw en de vorm ervan exact te controleren. Hij sprak van een vierkante Schanzturm. In 1940 ontdekte men bij graafwerkzaamheden in de nabijheid van Schänzchen de restanten van een halfronde toren. Of het hierbij gaat om de restanten van Schänzchen is tot dusver onduidelijk.